# Stephen Kipkorir
Stephen Kipkorir (24. oktober 1970 – 8. februar 2008), var en kenyansk atletikløber som konkurrerede i mellemdistanceløb.
Kipkorir gennemførte sin første atletikkonkurrence i marts 1996 og fem måneder senere deltog han ved Sommer-OL 1996, hvor han vandt bronze i 1500 meter løb. Han deltog i sin sidste konkurrence i 2001, hvorefter han blev ansat i militæret.
Han omkom i 2008 ved en bilulykke.

## Personlig rekord
- 1 500 meter – 3.31,87